# SuperPaint
SuperPaint war ein frühes Malprogramm und Teil eines größeren Grafiksystems, das auch speziell entworfene Hardware beinhaltete. Es wurde von 1972 bis 1975 von Richard Shoup am Xerox PARC konzipiert und unter der Beteiligung von Alvy Ray Smith, Bob Flegal und Patrick Baudelaire entwickelt. Das erste mit SuperPaint erzeugte Bild entstand Anfang April 1973.

## Benutzerschnittstelle

Das von einem der Bildschirme angezeigte Menü in einer der späteren Versionen von SuperPaint

SuperPaint lief auf einem Data-General-Nova-800-Computer, der ein damals neuartiges Grafiktablett zum Zeichnen verwendete und über mehrere Diskettenlaufwerke zum Laden und Speichern von Bildern verfügte. Großer Wert wurde auf einfache Bedienbarkeit gelegt. Die Benutzeroberfläche bestand aus drei Bildschirmen mit einer Auflösung von je 640×480 Pixel und einer Farbtiefe von 4 Bit, womit 16 verschiedene Farben möglich waren. Ein Bildschirm zeigte den Arbeitsbereich, ein anderer das Menü mit den Bearbeitungswerkzeugen sowie der aktuell ausgewählten Farbe; der dritte diente zur Eingabe von Dateinamen über eine Kommandozeile und zur Ausgabe von kurzen Bedienungshinweisen, abhängig vom jeweils ausgewählten Werkzeug.
Die Farben wurden mit Hilfe des HSB-Farbraums ausgewählt. SuperPaint erlaubte es unter anderem, Linien zu zeichnen und zu löschen, benutzerdefinierte Pinsel zu erstellen und Flächen zu füllen. Weitere Funktionen waren die Vergrößerung und Verkleinerung von Bildern, das Kopieren oder Verschieben von Bildteilen, das Einfügen von Text oder das Ersetzen von Farben. Es war außerdem möglich, ein Bild über eine Videoschnittstelle zu laden. Durch Color cycling, dem Rotieren von maximal zehn Farbpaletteneinträgen, waren auch einfache Animationen möglich. Später schrieb Shoup auch Routinen zum Antialiasing.

## Technik

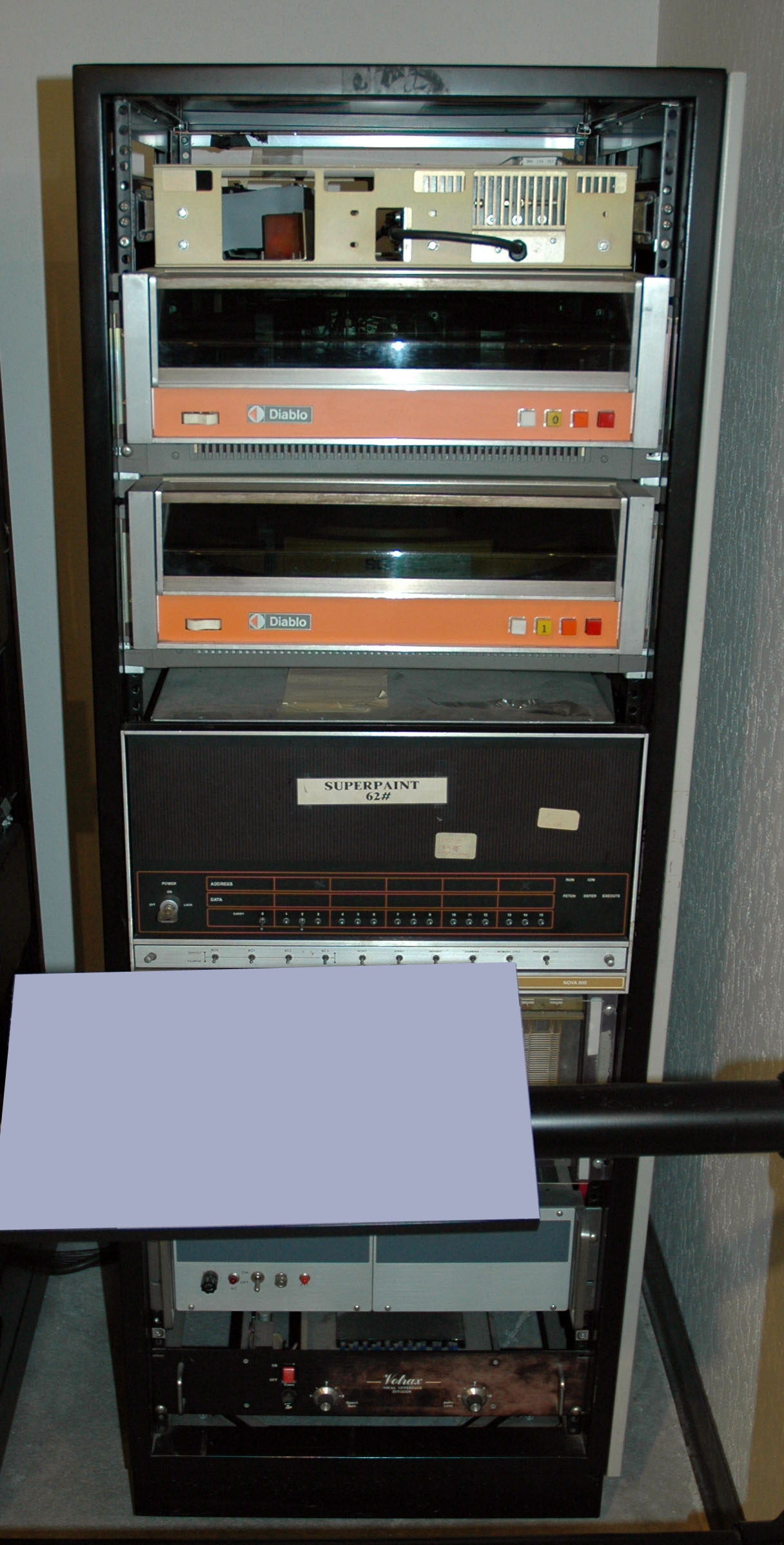
Das komplette SuperPaint-System

Das SuperPaint-System verwendete einen der ersten Framebuffer zum Speichern des aktuell angezeigten Bildes. Dieser Speicher, der eine Auflösung von 640×480 Pixel bei 8 Bit Farbtiefe erlaubte, bestand aus 16 Leiterplatten mit einer Kapazität von insgesamt 307.200 Byte und war in zwei identischen Speicherbänken gruppiert. Der gesamte Speicher wurde mit Hilfe von MOS-Schieberegistern synchron zur Anzeige des Bildes auf dem Bildschirm rotiert. Die Farbe eines bestimmten Pixels konnte nur dann verändert werden, wenn es gerade an die richtige Position rotiert wurde. Zur Darstellung des farbindizierten Bildes wurden Color Look-Up Tables aus 256×8×3 statischen RAM-Bausteinen verwendet. Zwei Multiplexer steuerten den Datenfluss Pixel für Pixel. Der erste wählte die Eingangsdaten des Framebuffers zwischen dem Computer, Videoeingang oder dem Framebuffer (zur Rotation) aus. Der zweite steuerte den Eingang der Farbtabellen und damit die Ausgabe des Digital-Analog-Umsetzers und der Bildschirmausgabe.
Das statische Bild wurde vom beweglichen, beliebig geformten Cursor oder Pinsel überlagert, der nicht im Framebuffer gespeichert, sondern vom relativ langsamen Hauptprozessor geliefert wurde. Damit dessen Bilddaten in Echtzeit geliefert werden konnten, wurden sie lauflängenkodiert und im Speicher wieder dekomprimiert. Bei den undurchsichtigen Pixeln des Cursors wurde vom ersten Multiplexer auf den zweiten gewechselt, um die Bilddaten des Cursors auszugeben.
Als Programmiersprache wurde BCPL und Assemblersprache verwendet. Das System wurde im Laufe der Zeit mehrmals verändert und erweitert, um zusätzliche Funktionen zu ermöglichen.

## Verwendung und Einfluss
Wenngleich SuperPaint hauptsächlich für Forschungszwecke gedacht war, wurde es bis in die späten 1970er Jahre hinein für einige Projekte genutzt. Eine der ersten Computergrafiken für Fernsehsendungen wurden in den späten 1970er Jahren von Damon Rarey für die PBS-Sendung Over Easy mit Hilfe von SuperPaint erstellt, darunter als Blickfang viele Animationen. Die Kosten für die Erzeugung dieser Grafiken waren erheblich geringer als bei konventionellen Gestaltungsmethoden. Ab Ende 1978 fertigte Damon Rarey mit SuperPaint dutzende Grafiken zur Visualisierung von Raumsonden-Manövern im Rahmen der Pioneer-Venus-Mission an.
Für seine Pionierarbeit bei der Entwicklung von digitalen Malprogrammen erhielt Shoup 1983 einen Emmy sowie 1998 zusammen mit Alvy Ray Smith und Thomas Porter einen Oscar für Wissenschaft und Entwicklung.
Das SuperPaint-System ist weiterhin funktionsfähig und befindet sich heute im Computer History Museum, Kalifornien.